# Yosuke Terada
Yosuke Terada (寺田 洋介 Terada Yosuke?), född 8 juli 1987 i Kanagawa prefektur, är en japansk fotbollsspelare.
Terada började sin karriär 2010 i YSCC Yokohama. Efter YSCC Yokohama spelade han för AC Nagano Parceiro, FC Ryukyu och SC Sagamihara. Han avslutade karriären 2016.